# Aeropuerto de Cork
El Aeropuerto de Cork (en inglés: Cork Airport; en irlandés: Aerfort Chorcaí) (IATA: ORK, OACI: EICK), está situado a 8 km al sur de Cork (Irlanda). Es el segundo aeropuerto del país, por detrás del aeropuerto de Dublín, superando los 2 millones de pasajeros en año 2015.

## Historia
En 1957, el Gobierno Irlandés, decidió la construcción de un aeropuerto para la ciudad de Cork. Se buscarón varias localizaciones para su posible construcción, y se eligió finalmente la zona de Ballygarvan. Finalmente, el aeropuerto abrió sus puertas oficialmente el 16 de octubre de 1961, y costó alrededor de 1 millón de libras. En su primer año, por el aeropuerto pasaron 10 172 pasajeros (lo que ahora equivale a un día de tranquilidad en el aeropuerto. En 1969 la compañía Aer Lingus ya operaba vuelos a Heathrow (Londres), Mánchester y Bristol.
El 27 de agosto de 1970, debido a las malas condiciones climatológicas de los aeropuertos de Shannon y Dublín, tres Boeing 707 (provenientes de Nueva York, Boston y Chicago) se vieron obligados a aterrizar en Cork, lo que quedó como una anécdota para la historia. En 1972, abrió la tienda Duty Free. Alrededor de 1975, Aer Rianta decidió mejorar el aeropuerto en general, y construyó nuevas salas de llegadas y salidas, nueva zona de facturación y demás infraestructura. La Tienda Duty Free fue ampliada en 1977.
A principios de los años 80, se agrandó la pista. Así comenzaron servicios a Gatwick (Londres) y a Dublín. Aer Rianta hizo otro plan de aumento del aeropuerto en 1985, dividido en tres fases, completándose la primera en 1988, con una ampliación de la Terminal 1. El 8 de junio de 1987, Ryanair comenzó su servicio al aeropuerto de Cork. En 1991 y 1992 se finalizaron las Fases II y III de la expansión de la terminal.

## Beneficios
- Relativamente bajo nivel de utilización.
- Una sola terminal.
- 15 minutos de carga o descarga de pasajeros gratuitos

## Aerolíneas y destinos

### Destinos internacionales
| Ciudades por países        | Nombre del aeropuerto                                  | Aerolíneas                                                                |
| Asia                       | Asia                                                   | Asia                                                                      |
| -------------------------- | ------------------------------------------------------ | ------------------------------------------------------------------------- |
| Turquía                    |                                                        |                                                                           |
| Esmirna                    | Aeropuerto de Esmirna-Adnan Menderes                   | SunExpress (Estacional) (Inicia el 31 de mayo de 2025)                    |
| Europa                     |                                                        |                                                                           |
| Alemania                   |                                                        |                                                                           |
| Fráncfort                  | Aeropuerto de Fráncfort del Meno                       | Lufthansa (Estacional)                                                    |
| Múnich                     | Aeropuerto Internacional de Múnich-Franz Josef Strauss | Aer Lingus (Estacional)                                                   |
| Austria                    |                                                        |                                                                           |
| Salzburgo                  | Aeropuerto de Salzburgo                                | Aer Lingus (Chárter Estacional)                                           |
| Bélgica                    |                                                        |                                                                           |
| Charleroi                  | Aeropuerto de Charleroi Bruselas-Sur                   | Ryanair                                                                   |
| Croacia                    |                                                        |                                                                           |
| Dubrovnik                  | Aeropuerto de Dubrovnik                                | Aer Lingus (Estacional)                                                   |
| Zadar                      | Aeropuerto de Zadar                                    | Ryanair (Estacional)                                                      |
| España                     |                                                        |                                                                           |
| Alicante                   | Aeropuerto de Alicante-Elche                           | Ryanair                                                                   |
| Barcelona                  | Aeropuerto de Barcelona-El Prat                        | Ryanair                                                                   |
| Bilbao                     | Aeropuerto de Bilbao                                   | Aer Lingus (Estacional) (Inicia el 16 de abril de 2025)                   |
| Fuerteventura              | Aeropuerto de Fuerteventura                            | Ryanair                                                                   |
| Gerona                     | Aeropuerto de Gerona                                   | Ryanair (Estacional)                                                      |
| Lanzarote                  | Aeropuerto de Lanzarote                                | Aer Lingus / Ryanair / TUI Airways (Estacional)                           |
| Las Palmas de Gran Canaria | Aeropuerto de Gran Canaria                             | Ryanair                                                                   |
| Málaga                     | Aeropuerto de Málaga                                   | Aer Lingus / Ryanair                                                      |
| Palma de Mallorca          | Aeropuerto de Palma de Mallorca                        | Aer Lingus (Estacional) / Ryanair (Estacional) / TUI Airways (Estacional) |
| Reus                       | Aeropuerto de Reus                                     | Ryanair (Estacional) / TUI Airways (Estacional)                           |
| Sevilla                    | Aeropuerto de Sevilla                                  | Ryanair                                                                   |
| Tenerife Sur               | Aeropuerto de Tenerife Sur                             | Aer Lingus / Ryanair                                                      |
| Valencia                   | Aeropuerto de Valencia                                 | Ryanair                                                                   |
| Francia                    |                                                        |                                                                           |
| Beauvais                   | Aeropuerto de Beauvais-Tillé                           | Ryanair                                                                   |
| Burdeos                    | Aeropuerto de Burdeos-Mérignac                         | Aer Lingus (Estacional) (Inicia el 15 de mayo de 2025)                    |
| Carcasona                  | Aeropuerto de Carcasona                                | Ryanair (Estacional)                                                      |
| La Rochelle                | Aeropuerto de La Rochelle                              | Ryanair (Estacional)                                                      |
| Lyon                       | Aeropuerto de Lyon-Saint Exupéry                       | Aer Lingus                                                                |
| París                      | Aeropuerto de París-Charles de Gaulle                  | Air France (Estacional)                                                   |
| Grecia                     |                                                        |                                                                           |
| Corfú                      | Aeropuerto Internacional de Corfú-Ioannis Kapodistrias | TUI Airways (Estacional) (Inicia el 9 de mayo de 2025)                    |
| Rodas                      | Aeropuerto Internacional de Rodas-Diágoras             | Ryanair (Estacional)                                                      |
| Italia                     |                                                        |                                                                           |
| Alguer                     | Aeropuerto de Alguer-Fertilia                          | Ryanair (Estacional)                                                      |
| Bérgamo                    | Aeropuerto de Bérgamo-Orio al Serio                    | Ryanair (Estacional)                                                      |
| Pisa                       | Aeropuerto de Pisa                                     | Ryanair (Estacional)                                                      |
| Roma                       | Aeropuerto de Roma-Fiumicino                           | Ryanair                                                                   |
| Venecia                    | Aeropuerto Internacional Marco Polo                    | Ryanair                                                                   |
| Países Bajos               |                                                        |                                                                           |
| Ámsterdam                  | Aeropuerto de Ámsterdam-Schipol                        | KLM                                                                       |
| Polonia                    |                                                        |                                                                           |
| Gdańsk                     | Aeropuerto de Gdańsk-Lech Wałęsa                       | Ryanair                                                                   |
| Poznan                     | Aeropuerto de Poznan                                   | Ryanair                                                                   |
| Portugal                   |                                                        |                                                                           |
| Faro                       | Aeropuerto de Faro                                     | Aer Lingus (Estacional) / Ryanair                                         |
| Reino Unido                |                                                        |                                                                           |
| Birmingham                 | Aeropuerto de Birmingham                               | Ryanair                                                                   |
| Bristol                    | Aeropuerto de Bristol                                  | Aer Lingus                                                                |
| Edimburgo                  | Aeropuerto de Edimburgo                                | Ryanair                                                                   |
| Glasgow                    | Aeropuerto Internacional de Glasgow                    | Aer Lingus                                                                |
| Liverpool                  | Aeropuerto de Liverpool-John Lennon                    | Ryanair                                                                   |
| Londres                    | Aeropuerto de Londres-Gatwick                          | Ryanair                                                                   |
| Londres                    | Aeropuerto de Londres-Heathrow                         | Aer Lingus                                                                |
| Londres                    | Aeropuerto de Londres-Luton                            | Ryanair                                                                   |
| Londres                    | Aeropuerto de Londres-Stansted                         | Ryanair                                                                   |
| Mánchester                 | Aeropuerto de Mánchester                               | Ryanair                                                                   |
| Suiza                      |                                                        |                                                                           |
| Zúrich                     | Aeropuerto Internacional de Zúrich                     | Edelweiss Air (Estacional)                                                |

## Mercancías
| Ciudades por países | Nombre del aeropuerto                                | Aerolíneas                                |        |        |        |
| Europa              | Europa                                               | Europa                                    | Europa | Europa | Europa |
| ------------------- | ---------------------------------------------------- | ----------------------------------------- | ------ | ------ | ------ |
| Alemania            |                                                      |                                           |        |        |        |
| Colonia/Bonn        | Aeropuerto de Colonia-Bonn                           | Bluebird Cargo                            |        |        |        |
| Bélgica             |                                                      |                                           |        |        |        |
| Lieja               | Aeropuerto de Lieja                                  | ASL Airlines Belgium                      |        |        |        |
| Irlanda             |                                                      |                                           |        |        |        |
| Dublín              | Aeropuerto de Dublín                                 | ASL Airlines Belgium                      |        |        |        |
| Shannon             | Aeropuerto de Shannon                                | ASL Airlines Belgium                      |        |        |        |
| Islandia            |                                                      |                                           |        |        |        |
| Reykiavik           | Aeropuerto Internacional de Keflavík                 | Bluebird Cargo                            |        |        |        |
| Reino Unido         |                                                      |                                           |        |        |        |
| Birmingham          | Aeropuerto Internacional de Birmingham-West Midlands | Bluebird Cargo                            |        |        |        |
| East Midlands       | Aeropuerto de East Midlands                          | DHL Aviation operado por Atlantic Express |        |        |        |
| Edimburgo           | Aeropuerto Internacional de Edimburgo                | Bluebird Cargo                            |        |        |        |

## Accesos
Hay autobuses (Bus Éireann) que conectan cada 25 minutos con el centro de la ciudad, y taxis desde unos 15 € al centro de Cork. No hay estación de tren ya que el aeropuerto se encuentra a tan solo 8 kilómetros del centro de Cork. Además el aeropuerto cuenta con un servicio de alquiler de vehículos.

## Estadísticas
Ver fuente y consulta Wikidata.
| Puesto                            | Aeropuerto              | Pasajeros | Variación % |
| --------------------------------- | ----------------------- | --------- | ----------- |
| 1                                 | Londres–Heathrow        | 379.146   | 06,0        |
| 2                                 | Londres–Stansted        | 346.099   | 00,3        |
| 3                                 | Ámsterdam               | 157.357   | 01,0        |
| 4                                 | Málaga                  | 155.836   | 04,0        |
| 5                                 | París–Charles de Gaulle | 135.730   | 010,7       |
| 6                                 | Londres–Gatwick         | 125.651   | 02,2        |
| 7                                 | Faro                    | 125.409   | 05,6        |
| 8                                 | Mánchester              | 108.018   | 01,6        |
| 9                                 | Lanzarote               | 105.538   | 06,0        |
| 10                                | Londres–Luton           | 97.174    | 0637,2      |
| Source: Central Statistics Office |                         |           |             |